# (5466) Makibi
(5466) Makibi – planetoida z pasa głównego asteroid okrążająca Słońce w ciągu 5 lat i 174 dni w średniej odległości 3,11 j.a. Została odkryta 30 listopada 1986 roku w obserwatorium w Kiso przez Hiroki Kōsai i Kiichirō Furukawę. Nazwa planetoidy pochodzi od Kibi-no Makibiego (695-775), japońskiego uczonego i męża stanu. Przed nadaniem nazwy planetoida nosiła oznaczenie tymczasowe (5466) 1986 WP8.